# 東京教育大学教育学部芸術学科構成専攻
東京教育大学教育学部芸術学科構成専攻（とうきょうきょういくだいがくきょういくがくぶげいじゅつがっかこうせいせんこう）は、東京教育大学にあった専攻の1つで、グラフィックデザイナー養成課程ととらえられていた。

## 概要
東京教育大学の特徴として、一般教養をになう課程がなく、入学時点で学科あるいは学科をさらに細分化した専攻にわかれていたことがあった。芸術学科には、「芸術学専攻」「絵画専攻」「工芸専攻」「彫塑専攻」「構成専攻」「書専攻」の6専攻があった。構成専攻はビジュアルデザインを研究する教室で、造形の基礎としての構成理論・色彩・形態・テクスチュア・色光などについての実験・研究、写真・印刷などによる新しい造形の可能性の追究を行っていた。芸術学科はいずれの専攻も、1学年の入学者は6～8人であった。

## 沿革
東京教育大学教育学部芸術学科は、旧制東京高等師範学校芸能科を母胎とし、東京文理科大学、東京高等師範学校、東京体育専門学校、東京農業教育専門学校の合同によって創設された東京教育大学に開設。1949年の新制大学発足に際しては芸術学部とする予定であったが、これを将来に待つこととし、とりあえず教育学部の1学科として暫定的に置かれたと言われる。
1949（昭和24）年の諸座編成は、芸術学・絵画学・彫塑学・工芸学・構成学の５専攻となる。工芸学の科目内容は、工芸学概論、工芸材料学、木材工芸学、木材実習、金属工芸学、金属実習、工芸史、建築学概論、建築設計を専門科目とした。構成学の専門科目は、構成学概論及構成原理、色彩学、図学、図学実習、意匠様式論及裝飾美術史、図案構成法、平面構成実習、立体構成実習であった。これら科目以外に専門以外の全学の科目から52単位を履習することが求められた。
1955（昭和30）年、工芸学を工芸建築学に改称するが、1958（昭和33）年、工芸と改称。
1956年当時の芸術学科は、芸術学・絵画学・彫塑学・工芸建築学・構成学の5講座で、書学はまだ申請中だった。また、1955年には学部卒業生が学ぶための芸術学専攻科が創設された。この時点では、国立大学に芸術学関係の大学院はまだなく、この大学と東京芸術大学に専攻科が置かれていただけだった。
また、工芸建築学が立体構成を主にしていたのに対し、構成学は平面構成を主にしていた。
1965（昭和40）年、工芸を工芸・工業デザインと改称し、工業デザイン講座を設ける。
1973（昭和48）年、筑波大学開学。1975（昭和50）年、芸術専門学群が開設される。芸術学（芸術学、美術史）、美術（絵画、彫塑、書）、構成（構成、総合造形）及びデザイン（視覚伝達デザイン、生産デザイン、環境デザイン、建築デザイン）を置いた。また大学院に修士課程として芸術研究科（美術、デザイン）を、博士課程として芸術学研究科を置いた。
芸術学科の入学試験では、全専攻に実技試験が課されていた。1966年入試からは、入学試験科目から数学が除かれた。

## 教授陣
芸術学科は、いずれも1専攻が1講座であった。このため、教授1人・助教授1人が標準であった。1967年時点での構成専攻の教授は高橋正人、助教授は三島利正、講師に商業美術の大智浩・勝井三雄、写真の風野晴男、印刷の柿沼保次だった。

## 所在地・アクセス
- 東京都文京区大塚3-29-1　G館
- 茗荷谷駅から徒歩5分

## 文献
- 『文理科大学新聞・教育大学新聞 縮刷版 1946-1973』1978年3月